# 基利金島

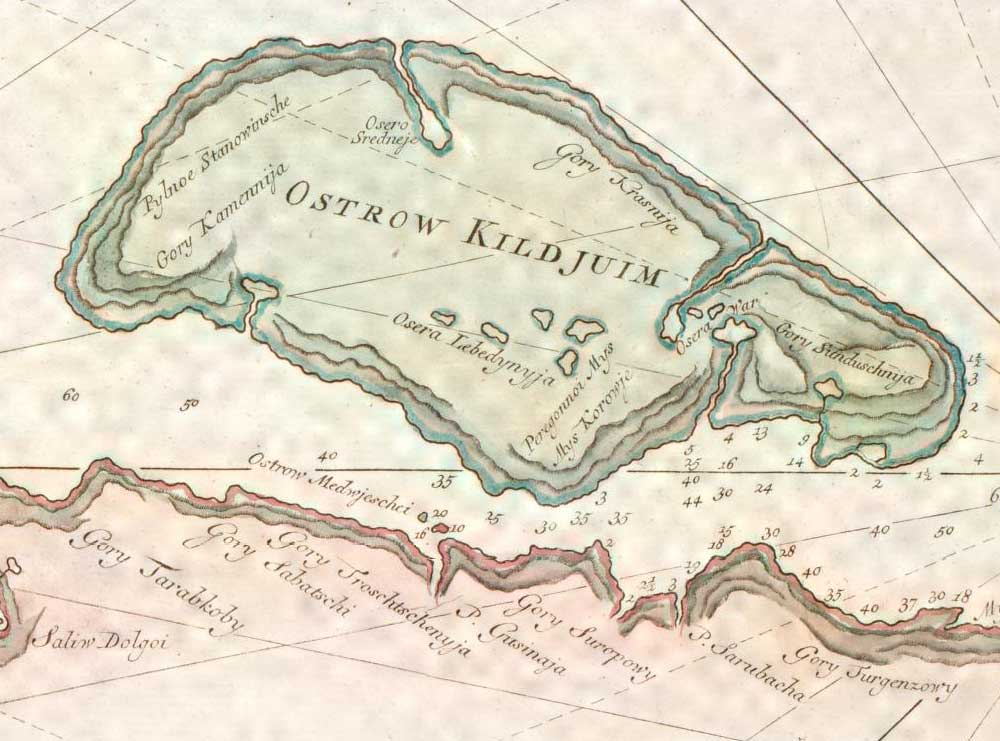

基利金島（Кильдин）是俄羅斯的島嶼，位於巴倫支海，毗鄰挪威約120公里，由摩爾曼斯克州負責管轄，長17.6公里、寬7公里，最高點海拔高度281米，島上有3條村落。
69°19′10″N 34°20′55″E / 69.31944°N 34.34861°E